# Chen Jining
Chen Jining, (xinès: 陈吉宁) (Lishu 1964-) enginyer i polític xinès. Antic degà de la Universitat Tsinghua a Pequín, i ministre de Protecció del Medi Ambient. Alcalde de Pequín des de 27 de maig de 2017 fins a l'octubre de 2022.

## Biografia
Chen Jining va néixer el febrer de 1964 a Lishu, província de Jilin al nord-est de la Xina. Va estudiar enginyeria mediambiental a la Universitat Tsinghua de Pequín (1981-1988). Va ingressar al Partit Comunista Xinès el juny de 1984.
A Anglaterra va estudiar a la Universitat Brunel on va fer el Doctorat en Bioquímica (1988-1989) i a l'Imperial College London on hi va fer un doctorat en Anàlisi de Sistemes Ambientals al Departament d'Enginyeria Civil i també hi va treballar com a investigador (1989-1998). A la tornada a la Xina va ser professor a la Universitat de Tsinghua, on hi va desenvolupar una part significativa de la seva carrera, fins a arribar a ser-ne el Degà i President, amb una important tasca en la recerca d'energies verdes, la incorporació d'un super laboratori i la creació d'un centre d'estudis.
El gener de 2015 va ser nomenat secretari del Partit a Tsinghua fet que va potenciar la seva carrera política fins a arribar a ser ministre de la Protecció del Medi Ambient (2015-2017), malgrat la seva inexperiència política.
El 25 de febrer de 2018, Chen Jining va assistir a la cerimònia de clausura dels Jocs Olímpics d'Hivern de 2018 a PyeongChang com a alcalde de Pequín i va rebre la bandera olímpica de cinc anelles de mans del president del Comitè Olímpic Internacional, Thomas Bach.
Membre del Comité organitzador dels Jocs Paralímpics d'Hivern del 2022 de Pequín, i de la Comissió Central per l'Orientació cultural i el Progrés Ètic.
A finals del 2022 es va incorporar al Buró Polític del Comitè Central del PCX i com secretari del Comitè Municipal del Partit a Shanghai.